# NGC 7694
NGC 7694 este o galaxie situată în constelația Peștii. A fost descoperită în 20 septembrie 1784 de către William Herschel. Se află la o distanță de 14,32 megaparseci de Pământ.